# Mistrovství světa v letním biatlonu 2022
Letní mistrovství světa v biatlonu 2022 probíhalo od 25. do 28. srpna 2022 v Chiemgau Aréně v Ruhpoldingu. Jednalo se o první mistrovství světa v této variantě biatlonu v této lokalitě. Předtím se zde mělo konat mistrovství světa v roce 2020, kdy bylo kvůli pandemii covidu-19 zrušeno.
Na letním mistrovství světa probíhaly soutěže jak dospělých, tak juniorů. Ve všech kategoriích se soutěžilo ve supersprintu a sprintu, seniorští biatlonisté pak v závodě s hromadným startem – na letním mistrovství byla tato disciplína zařazena vůbec poprvé v historii. Junioři se utkali ve stíhacím závodě.

## Program
Na programu šampionátu bylo celkem 12 závodů.
| Datum     | Disciplína               | Začátek (SEČ) | Počet závodníků |
| --------- | ------------------------ | ------------- | --------------- |
| 25. srpna | Supersprint (junioři)    | 15:20         | 63/30*          |
| 25. srpna | Supersprint (juniorky)   | 16:00         | 46/30*          |
| 26. srpna | Supersprint (muži)       | 15:10         | 77/30*          |
| 26. srpna | Supersprint (ženy)       | 16:25         | 63/30*          |
| 27. srpna | Sprint (junioři)         | 10:00         | 65              |
| 27. srpna | Sprint (juniorky)        | 12:15         | 49              |
| 27. srpna | Sprint (muži)            | 14:45         | 77              |
| 27. srpna | Sprint (ženy)            | 17:00         | 64              |
| 28. srpna | Stíhací závod (junioři)  | 11:15         | 60              |
| 28. srpna | Hromadný start (ženy)    | 13:00         | 30              |
| 28. srpna | Hromadný muži (muži)     | 15:05         | 30              |
| 28. srpna | Stíhací závod (juniorky) | 17:00         | 60              |

* Počet startujících v kvalifikaci/ve finálovém závodě

## Česká účast
V závodech startovala v juniorských i seniorských kategoriích celá česká špička.
V jednotlivých kategoriích byli nominováni:
- Ženy: Markéta Davidová, Jessica Jislová, Lucie Charvátová, Eliška Václavíková, Tereza Vinklárková.
- Muži: Michal Krčmář, Adam Václavík, Jakub Štvrtecký, Mikuláš Karlík, Vítězslav Hornig.
- Juniorky: Tereza Voborníková, Kristýna Otcovská, Tereza Jandová, Kateřina Pavlů, Lenka Bártová, Anna Kulhánková.
- Junioři: Jonáš Mareček, Tomáš Mikyska, Ondřej Mánek, Luděk Abrahám, Josef Kabrda, Jakub Kudrnáč.

Nejlépe se dařilo českým juniorům, když Jonáš Mareček ovládl sprint před druhým Tomášem Mikyskou, aby si v následném stíhacím závodě prohodili výsledná umístění. Po bronzové medaili ve stíhacím závodě sahal i Ondřej Mánek, který ale neudržel náskok a i přes čistou střelbu dojet čtvrtý. Tereza Voborníková, pro kterou se jednalo o poslední juniorské závody v kariéře, získala bronz ze stíhací závodu.
Mezi ženami dvakrát na stupně vítězů vystoupala Markéta Davidová. Ve sprintu obsadila druhý rok po sobě druhé místo, v závodu s hromadným startem vybojovala bronz. V supersprintu sice ovládla kvalifikaci a jako jediná Češka postoupila do finále, v něm ale čtyřikrát chybovala a dojela čtvrtá. Čeští muži zůstali bez cenného kovu. Michal Krčmář po neúspěšné kvalifikaci supersprintu dojel v klasickém sprintu o sekundu a půl na čtvrtém místě, v závodě s hromadným startem se nejlépe dařilo Vítězslavu Hornigovi, který se v závodě udržoval v čele, po chybě při poslední střelecké položce však dojel osmý.

## Medailisté

### Muži
| Disciplína                        | První místo          | Výkon             | Druhé místo          | Výkon             | Třetí místo       | Výkon             |
| Supersprint (4,5 + 7,5 km)        | Philipp Horn         | 16:55,4 (0+1+1+0) | Sebastian Samuelsson | 16:55,6 (2+0+1+0) | Peppe Femling     | 16:56,1 (0+2+1+0) |
| Sprint (7,5 km)                   | Sebastian Samuelsson | 18:38,1 (0+1)     | Peppe Femling        | 18:46,4 (1+0)     | Niklas Hartweg    | 19:05,3 (0+1)     |
| Závod s hromadným startem (10 km) | Sebastian Samuelsson | 32:34,7 (0+2+0+0) | Roman Rees           | 32:37,6 (0+0+0+1) | Martin Ponsiluoma | 32:47,9 (1+2+0+1) |

### Ženy
| Disciplína                         | První místo        | Výkon             | Druhé místo        | Výkon             | Třetí místo               | Výkon             |
| Supersprint (4,5 + 7,5 km)         | Dorothea Wiererová | 19:05,7 (0+0+1+1) | Lisa Vittozziová   | 19:11,2 (0+1+1+1) | Nastassia Kinnunenová     | 19:19,6 (0+0+0+0) |
| Sprint (6 km)                      | Lisa Vittozziová   | 16:21,4 (1+0)     | Markéta Davidová   | 16:24,6 (0+0)     | Lena Häckiová-Großová     | 16:45,3 (0+0)     |
| Sprint (6 km)                      | Lisa Vittozziová   | 16:21,4 (1+0)     | Markéta Davidová   | 16:24,6 (0+0)     | Paulína Bátovská Fialková | 16:45,3 (0+0)     |
| Závod s hromadným startem (7,5 km) | Dorothea Wiererová | 28:21,1 (1+0+0+0) | Denise Herrmannová | 28:30,5 (0+0+0+1) | Markéta Davidová          | 28:52,0 (0+1+0+1) |

### Junioři
| Disciplína                 | První místo   | Výkon             | Druhé místo   | Výkon             | Třetí místo     | Výkon             |
| Supersprint (4,5 + 7,5 km) | Maksim Fomin  | 18:00,9 (0+0+0+0) | Fabian Kaskel | 18:22,2 (2+1+0+0) | Maxime Germain  | 18:24,5 (3+0+1+1) |
| Sprint (7,5 km)            | Jonáš Mareček | 18:51,6 (0+0)     | Tomáš Mikyska | 19:01,8 (0+0)     | Fabian Kaskel   | 19:38,3 (1+0)     |
| Stíhací závod (10 km)      | Tomáš Mikyska | 26:39,8 (0+0+1+0) | Jonáš Mareček | 27:01,6 (0+1+0+0) | Vitalij Mandzyn | 27:32,9 (0+0+1+0) |

### Juniorky
| Disciplína                 | První místo           | Výkon             | Druhé místo           | Výkon             | Třetí místo        | Výkon             |
| Supersprint (4,5 + 7,5 km) | Selina Marie Kastlová | 20:30,3 (1+1+0+1) | Lena Repincová        | 20:56,9 (1+0+0+1) | Lora Hristovová    | 21:08,4 (1+2+2+0) |
| Sprint (6 km)              | Selina Grotianová     | 17:02,2 (0+0)     | Selina Marie Kastlová | 17:08,7 (0+0)     | Johanna Puffová    | 17:47,8 (0+1)     |
| Stíhací závod (7,5 km)     | Selina Marie Kastlová | 21:15,1 (2+0+1+0) | Johanna Puffová       | 21:29,5 (0+1+1+0) | Tereza Voborníková | 21:38,7 (1+0+0+1) |

## Medailové pořadí

### Medailové pořadí zemí
| Pořadí | Země                   | Zlato | Stříbro | Bronz | Celkově |
| ------ | ---------------------- | ----- | ------- | ----- | ------- |
| 1.     | Německo                | 4     | 5       | 2     | 11      |
| 2.     | Itálie                 | 3     | 1       | 0     | 4       |
| 3.     | Česko                  | 2     | 3       | 2     | 7       |
| 4.     | Švédsko                | 2     | 2       | 2     | 6       |
| 5.     | Litva                  | 1     | 0       | 0     | 1       |
| 6.     | Slovinsko              | 0     | 1       | 0     | 1       |
| 7.     | Švýcarsko              | 0     | 0       | 2     | 2       |
| 8.     | Bulharsko              | 0     | 0       | 1     | 1       |
| 8.     | Slovensko              | 0     | 0       | 1     | 1       |
| 8.     | Finsko                 | 0     | 0       | 1     | 1       |
| 8.     | Spojené státy americké | 0     | 0       | 1     | 1       |
| 8.     | Ukrajina               | 0     | 0       | 1     | 1       |
|        | Celkem                 | 12    | 12      | 13    | 37      |